# 瞿小松
瞿小松（1952年—），中国作曲家。1952年出生于贵州贵阳。1972年开始自学小提琴，1978年考入中央音乐学院作曲系，同学中有叶小纲、谭盾、郭文景、陈其钢等。1983年毕业留校任教。后来曾旅居美国。瞿小松的创作风格融合了西方先锋派和中国文化的意境，别具一格。他的代表作包括混合室内乐《MongDong》等。